# 物集高世
物集 高世（もずめ たかよ、文化14年2月1日（1817年3月18日） - 明治16年（1883年）1月2日）は豊後国出身の国学者。通称・丈右衛門、正策、正孝、真風とも称した。号は「葎屋」（むぐらのや）。

## 経歴
1817年(文化14年)、商家の次男として杵築藩に生まれた。物集家の祖先は山城国物集女（もずめ）村（現・京都府向日市物集女町）から出、のち大阪で金屋という屋号の豪商となったが、一族の一人が杵築に移り住み、物集女から物集に改姓したと伝えられる。金屋は杵築城下きっての豪商で、高世の弟・雄蔵が継いだが、のちに倒産した。
漢学を儒臣元田竹渓に、後に国学を定村直孝と直好に学び、平田篤胤の復古思想やその学風に共感して直接教えを受けた。同門の京都向日神社神官で平田門下の筆頭の一人でもある神習舎塾主催者六人部是香の思想的影響もあり、意を決して後に大阪に出て塾を開き国学の啓蒙育成に奔走するも、経済的逼迫や諸般の事情により、失意の内に大阪の地を後にして郷里豊後の杵築に帰った。
帰省後は高世を慕って藩のみならず、地方からも門人が集った。同時にこの時期には恩師元田竹渓の推薦などもあって地元の藩校や宇佐の騰宮學館において神典の講義や国学教授の依頼を受けた。杵築藩国学教授を経て、1869年(明治2年)53歳の折には神祇官の宣教師権少博士となった。1879年には権少教正に任命されて、この年の5月、地元の若宮八幡宮宮司となった。1883年1月2日に死去。享年67。墓所は杵築市養徳寺にある。

## 研究内容・業績
高世の一生は橘曙覧や鹿持雅澄のように清貧の生涯であったと言われている。著書に「辞格考」「神道本論」「本言考」「神学百歌」「君臣論」「邪教論」「外教秘書」「妖魅論」「葎屋文集」「奈多八幡宮詳細記」「岩崎八幡宮由来記」「歌学新論」などがある。

## 家族・親族
- 長男：物集高見も国学者、国語学者。
- 孫：物集高量も国学者、国語学者。